# Tenstrike (Minnesota)
Tenstrike es una ciudad ubicada en el condado de Beltrami en el estado estadounidense de Minnesota. En el Censo de 2010 tenía una población de 201 habitantes y una densidad poblacional de 17,37 personas por km².

## Geografía
Tenstrike se encuentra ubicada en las coordenadas 47°39′34″N 94°41′2″O / 47.65944, -94.68389. Según la Oficina del Censo de los Estados Unidos, Tenstrike tiene una superficie total de 11.57 km², de la cual 8.44 km² corresponden a tierra firme y (27.09%) 3.13 km² es agua.

## Demografía
Según el censo de 2010, había 201 personas residiendo en Tenstrike. La densidad de población era de 17,37 hab./km². De los 201 habitantes, Tenstrike estaba compuesto por el 95.02% blancos, el 0% eran afroamericanos, el 3.48% eran amerindios, el 0% eran asiáticos, el 0% eran isleños del Pacífico, el 0% eran de otras razas y el 1.49% pertenecían a dos o más razas. Del total de la población el 0% eran hispanos o latinos de cualquier raza.